# گمینا شمود
گمینا شمود (به لهستانی:  Gmina Szemud) یک گمینا در لهستان است که در شهرستان ویهرووو واقع شده‌است. گمینا شمود ۱۷۶٫۵۷ کیلومتر مربع مساحت و ۱۲٬۷۵۷ نفر جمعیت دارد.